# جون كروفورد
كليف ألين ريتشاردسون (بالإنجليزية: John Crawford)‏ الشهير بجون كروفورد (13 سبتمبر 1920 في كولفاكس، واشنطن-21 سبتمبر 2010 في كاليفورنيا) ممثل أمريكي.

## وصلات خارجية
- جون كروفورد على موقع IMDb (الإنجليزية)
- جون كروفورد على موقع ألو سيني (الفرنسية)
- جون كروفورد على موقع تيرنر كلاسيك موفيز (الإنجليزية)
- جون كروفورد على موقع أول موفي (الإنجليزية)
- جون كروفورد على موقع قاعدة بيانات الأفلام السويدية (السويدية)
- جون كروفورد على موقع قاعدة بيانات الفيلم (الإنجليزية)
- جون كروفورد على موقع كينوبويسك (الروسية)

- جون كروفورد في قاعدة بيانات الأفلام على الإنترنت
- جون كروفورد في ميموري ألفا